# 오스카르 랑게
오스카르 리샤르트 랑게(폴란드어: Oskar Ryszard Lange, 1904년 7월 27일 ~ 1965년 10월 2일)는 폴란드의 외교관, 경제학자이다. 사회주의 체제에 시장 가격 방편의 사용을 주창하고, 시장사회주의의 가장 이른 형식을 마련하기로 알려졌다.

## 생애
토마슈프마조비에츠키의 유대인 집안에서 태어났다. 크라쿠프 대학교에서 법학과 경제학을 전공하고 1926년 문학사, 1928년 법학 석사를 취득하였다. 1926년부터 1927년까지 바르샤바에서 노동부에 근무하였다. 1934년 록펠러 장학금을 얻어 영국에 갔다가, 1937년 미국으로 건너갔다.
1938년 시카고 대학교의 교수가 되었고, 1943년 미국에 귀화하였다.
제2차 세계대전의 종말을 향하여 런던에서 폴란드 망명 정부와 인연을 끊고, 자신의 후원을 소련의 지원받는 루블린 협회로 옮겼다. 그는 얄타 회담 동안에 프랭클린 D. 루스벨트와 이오시프 스탈린 사이의 중개인으로 활약하였다.
1945년 전쟁이 끝난 후, 그의 미국 시민권을 포기하고 폴란드로 귀국하였다. 같은 해 다시 미국으로 돌아가, 주미 폴란드 인민 공화국 초대 대사가 되었다. 1946년에는 국제 연합 안전보장이사회의 폴란드 대표단을 지냈고, 1947년 다시 귀국하여 폴란드 정부를 위한 일을 계속 하였다.
1961년부터 1965년까지 폴란드 국가 의회의 부의장을 지내며, 1964년 8월 7일부터 5일간 대리 국가 수반을 겸하기도 하였다.
1965년 10월 2일 런던에서 사망하였다.

## 학구적 공헌
1933년부터 1945년까지 미국에 있는 사이에 랑게의 경제적 공헌들의 대부분이 나타났다. 열렬한 사회주의자임에도 불구하고, 마르크스주의적 가격의 노동 이론을 비탄하고 가격의 신고전주의적 이론을 믿어왔다. 1936년 마르크스주의와 신고전주의적 경제를 함께 넣은 《사회주의의 경제적 이론에서》란 저서를 펴내기로 유명하였다.
이 책에서 랑게는 사회주의와 마르크스주의의 경제적 계획에 시장방편을 주장하였다. 그는 "시련과 오류"를 통하여 가격을 세운 중앙적 경제 계획을 제의하여, 자유적 가격 심리과정에 의지하는 것보다 부족과 과잉이 일어나면서의 조정을 세웠다. "부족이 일어나면 가격이 오르고, 과잉이 일어나면 가격이 내린다. 가격 상승은 비지니스에 생산을 늘이는 용기를 복돋으며, 그들의 수입을 늘이는 절망에 의하여 경영이 되고 부족이 제거된다. 가격 하승은 비지니스에 과잉을 제거하는 손해를 막는 규칙에 생산을 줄이게 된다. 그러므로 랑게가 생각한 수요와 공급을 효과적으로 관리에 유능할 시장 심리 과정의 의색이 된다."
이 아이디어로 랑게는 계획 경제가 자본적 혹은 개인 시장 경제 만큼 적은 효과일 수 있다는 논의를 하였다. 그의 작업들은 시장사회주의적 가장 이른 형식을 마련하였다.
말년에는 경제 계획을 위한 컴퓨터 사용과 인공두뇌학에 관련된 일을 하였다.

## 같이 보기
- 미하우 칼레츠키